# Oligoclada waikinimae
Oligoclada waikinimae – gatunek ważki z rodziny ważkowatych (Libellulidae).